# Skiløb
Skiløb er transport på lange smalle flade plader kaldet ski. Der findes forskellige skisportsdiscipliner, der gør brug af skiløb.